# Litsea nitida
Litsea nitida är en lagerväxtart som först beskrevs av William Roxburgh, och fick sitt nu gällande namn av Joseph Dalton Hooker. Litsea nitida ingår i släktet Litsea och familjen lagerväxter. Inga underarter finns listade i Catalogue of Life.